# 月球轨道器图像恢复项目

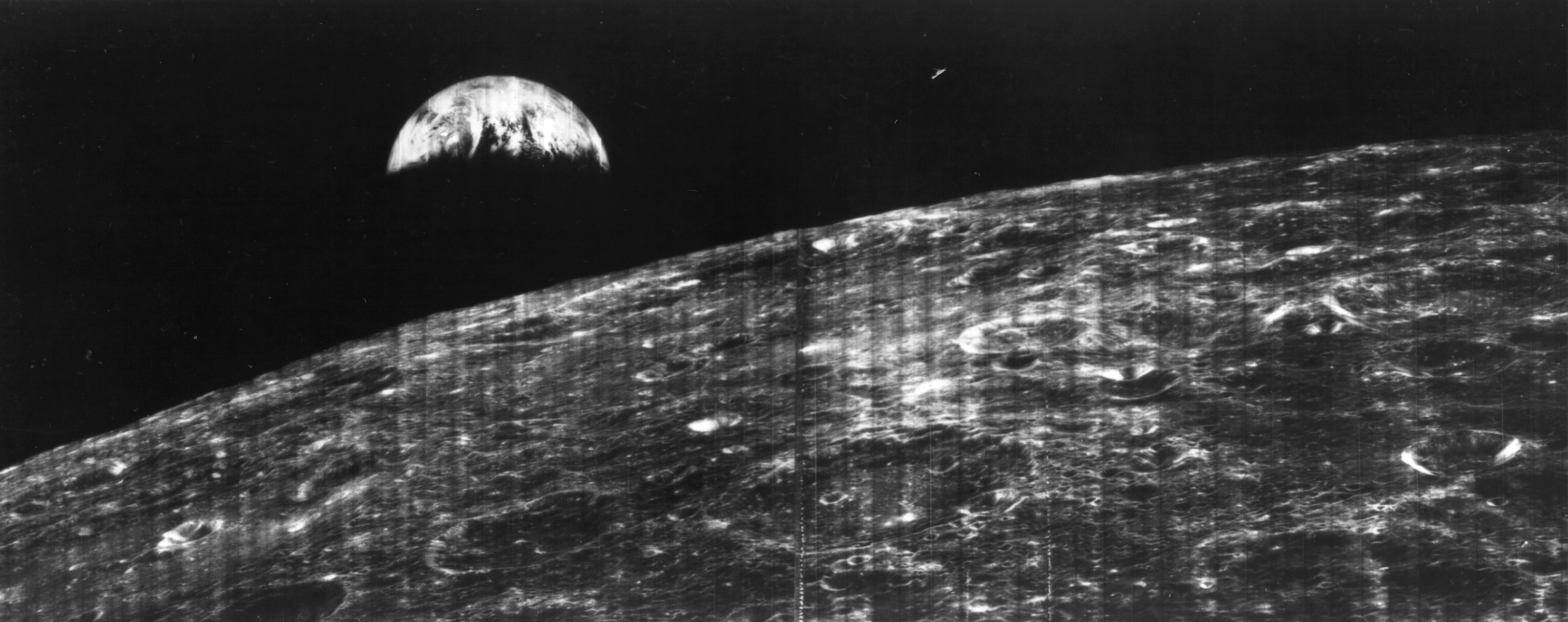
1966年月球轨道器1号拍摄的地球，原始照片显示了大量的瑕疵点和条纹。

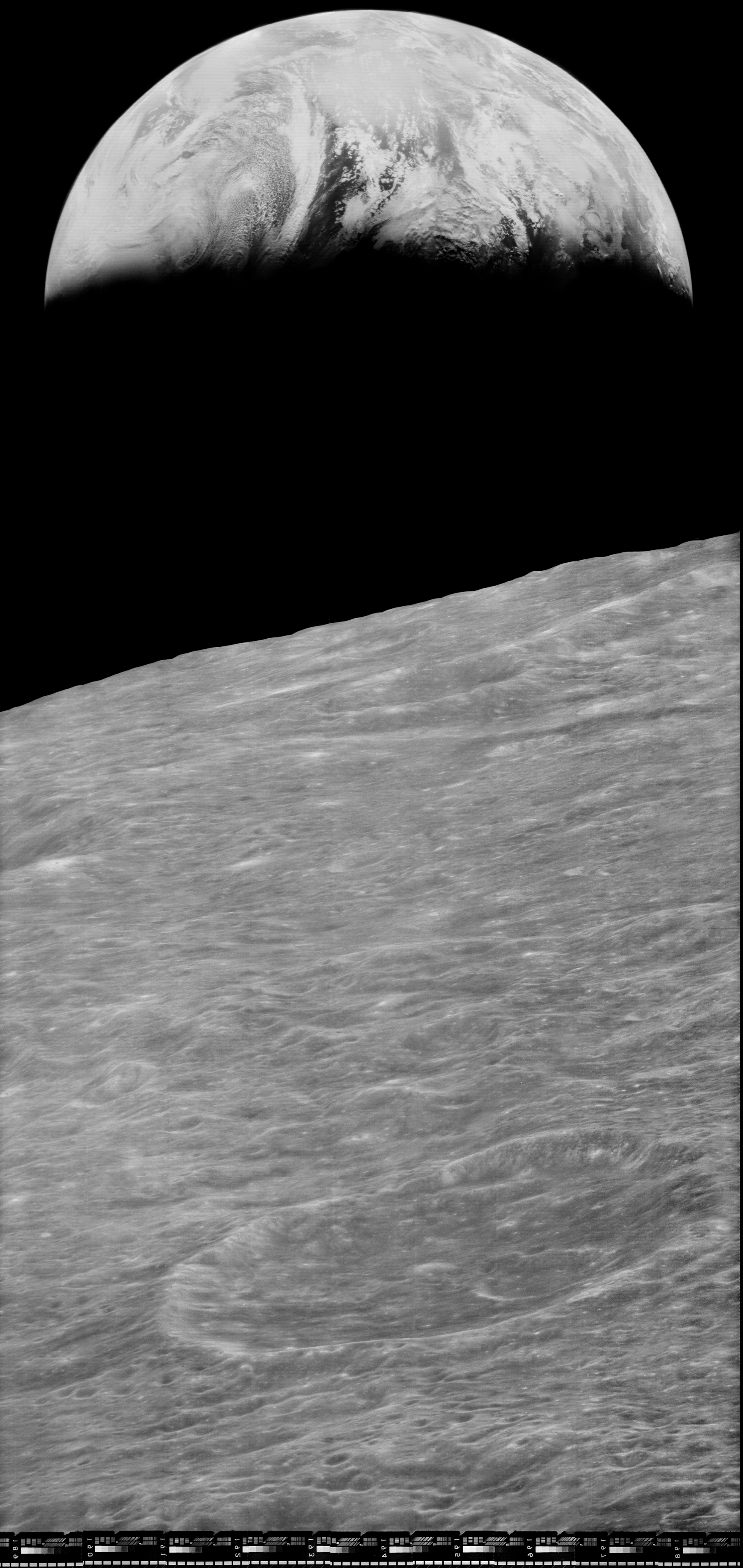
1966年月球轨道器1号拍摄的地球，该照片展示了经修复后的图像品质。

月球轨道器图像恢复项目(LOIRP)是由美国宇航局、Skycorp、SpaceRef Interactive 网站及私人资助的一项旨在数字化1966至1967年从5艘月球轨道器发回的原始磁带中的模拟数据项目。
该项目于2008年11月发布了成功恢复的首张照片，为1966年8月从月球拍摄的第一张地球照片。2014年2月20日，项目小组宣布已完成项目大部分磁带数据的提取，一部分为中等分辨率图像，大部分为高分辨率图像，还有一部分因当时操作失当，记录被抹除而丢失，除此外所有的月球轨道器图像已成功恢复，在转交美国宇航局行星数据系统(Planetary Data System)前正在进行数字转换处理。

## 背景
月球轨道器拍摄的照片主要用于确定载人登月任务的着陆点，在这些任务结束后，大约1500盘的磁带数据就被遗忘了，因为它的目标已经达成。这些磁带原先由马里兰州政府谨慎保管了20年，在1986年返还给加利福尼亚帕萨迪纳的美国宇航局喷气推进实验室(JPL)后，交由该实验室档案管理员南希·埃文斯(Nancy Evans)来决定是否要丢弃掉它们。最终南希决定继续保存这批磁带，她回忆道：“良知不许我丢弃这批东西”。
数年内，南希·埃文斯和一些同事在宇航局的资助下启动了一个小项目。他们设法找到了四台罕见的栕式磁带机-安派克斯 FR-900 磁带驱动器—仅联邦航空管理局、美国空军、美国国家航空航天局等美国政府机构才使用的高度专业化的存储设备。FR-900 贮藏器适用于2英寸4工制录像带格式，这种硬盘可记录用于仪表或其他目的的所有类型的宽带模拟信号，而非特定的视频信号如2英寸夸德制式的(2″Quad)。随着时间的推移，埃文斯的团队还从政府各部门收集了一些使用说明书和多余的磁带机备件。该项目成功地从磁带中提取了原始模拟数据，但要形成图像，他们发现所需要的、曾用于月球轨道器计划的专用解调硬件早已不存在了。他们试图从宇航局和私人来源获得购置硬件的资金，但没有成功。最后，南希·埃文斯和马克·尼尔森(Mark Nelson)继续进行其他的项目，而磁带机则被存放在南希·埃文斯的车库中。
2004年，菲利普·霍尔泽姆帕(Philip Horzempa)正在华盛顿特区的美国宇航局历史项目办公室对月球轨道器计划作研究。在档案中，他偶然发现了一份1996年的备忘录，其中记载了马克·尼尔森提出的一项关于数字化月球轨道器图像的建议，如前所述。大约经过一年的寻访，霍尔泽姆帕与马克·尼尔森取得了联系，他俩决定寻找资金，重启月球轨道器磁带的复原工作，而后，他们与在埃姆斯的美国宇航局詹·赫尔德(Jen Heldmann)进行了联系。
2007年初，霍尔泽姆帕在网络论坛 NASASpaceflight.com 上谈到了月球轨道器磁带的复原工作。结果，丹尼斯·温戈(Dennis Wingo)通过论坛联系上了菲利普·霍尔泽姆帕。霍尔泽姆帕将温戈介绍给了尼尔森和埃文斯，并邀请温戈加入了他们的团队。除上面提到的磁带机外，尼尔森还设法弄到了几个磁带机磁头，这对磁带驱动器读取月球轨道器原始磁带中的数据是绝对必要的。
丹尼斯·温戈是 Skycorp 航天工程公司总裁，具有深厚的空间和计算技术经验。他知道他能收集到翻新这批磁带机所需的技术，在美国宇航局也有熟人关系，最重要的是他知道月球将会再次成为热门的领域。温戈说“我知道磁带机和磁带的价值”，小组其他人也持同样的看法，并写道“未来的月球计划已重新激发了科学界并重燃起对月球卫星数据的新兴趣”。
2009年6月23日，一艘新的探测器-月球勘测轨道飞行器(LRO)被发射到环月轨道，经测试后，于9月份开始了拍摄任务，其主要目标之一，就是评估人类在月表活动的风险。月球勘测轨道飞行器可拍摄阿波罗时代分辨率最高的月表图像。而在此之前，月球轨道器拍摄的月球图像则是分辨率最高的，因此，数字化的月球轨道器图像对研究月表地貌变化的科学家来说，其价值不可估量。

## 专业技能和设备

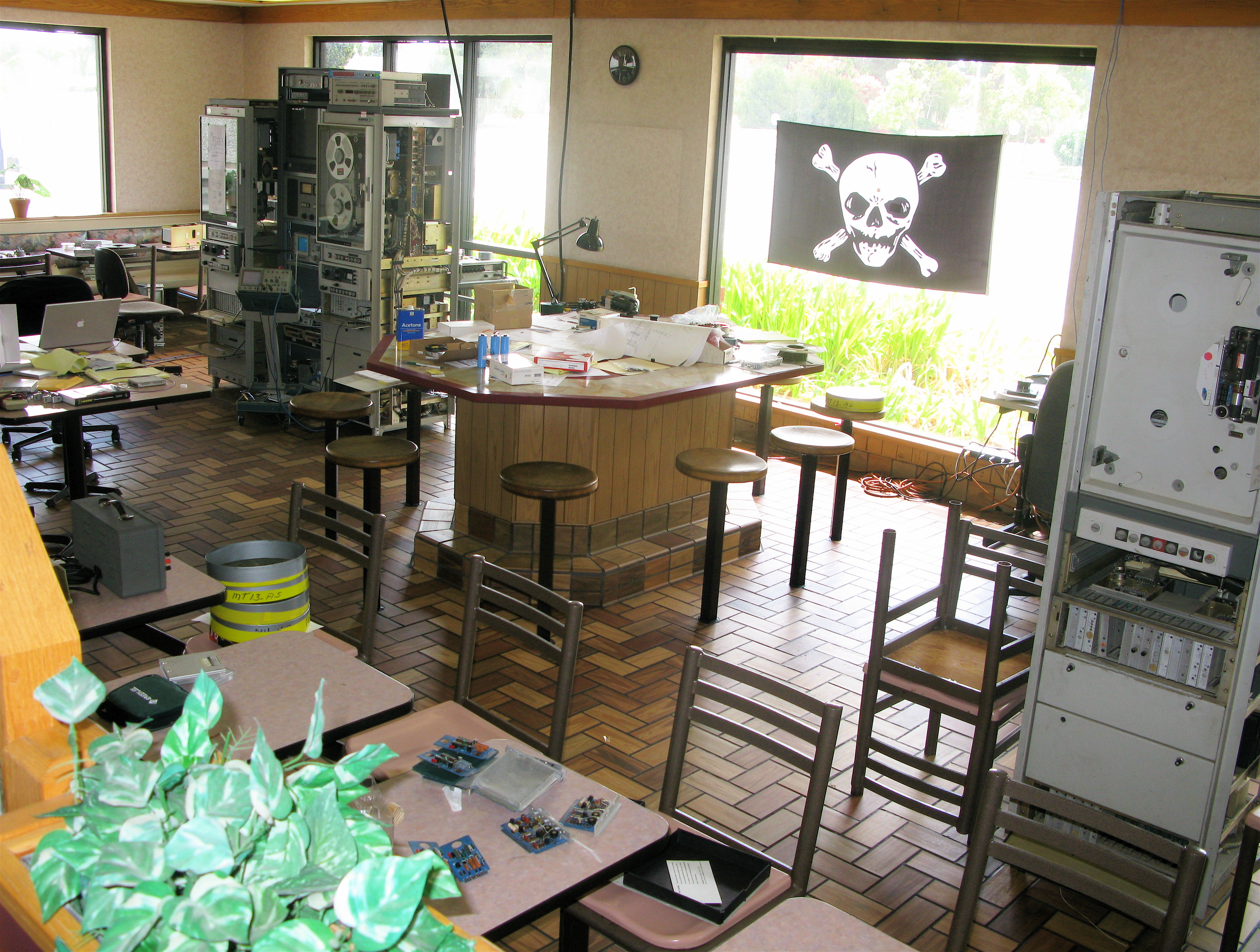
月球轨道器图像复原项目设备的前半部分

2007年2月，丹尼斯·温戈第一次在埃文斯车库中看到了4台安派克斯 FR-900 磁带机，每台机器高约6英尺(1.8米)、宽3英尺(0.9米)宽，深如冰箱，重达600磅(270公斤)，上面积满了厚厚的灰尘和蛛网。他们保存了一托架的说明书和磁带机原理图，以及拷贝在硬盘上的与月表图像有关的数据。同时，磁带盘则被安全地存放到一间恒温仓库中，大约有1500盘，全部装在盒中，捆绑打包后叠放在四层托架上。
丹尼斯·温戈和凯思·柯文，分别为前美国宇航局雇员和 SpaceRef Interactive 网站总裁，现在要共同承担月球轨道器图像修复项目(LOIRP)。柯文和温戈二人都在募集启动资金，他们花了大约一年的时间寻找资金、设备、 参考资料及专业人员。美国宇航局艾姆斯研究中心主任皮特·沃登(Pete Worden)同意他们将磁带机和磁带存放在未使用的仓库中，直到找到资金和设备开始动工为止。2007年4月，美国宇航局喷气推进实验室将该批磁带送到加利福尼亚芒廷维尤的阿姆斯研究中心保管，而南希·埃文斯则将 FR-900 磁带机的所有权转给了温戈和柯文。温戈和柯文租了两辆大卡车，一辆用来装磁带机和参考资料，另一辆则装载存放在托架中的模拟数据磁带。然后二人将车从加利福尼亚州的伯班克开到了芒廷维尤。接下来约一年左右的时间内，该批磁带机和磁带一直存放在仓库中，等待项目开工资金。
由于该团队需要一间能适当调节室温和带有水槽的办公场所，而艾姆斯研究中心大厦外可供选择的空闲建筑物仅有两处：一家理发店和一家几周前才关闭的麦当劳。理发店太小，在那里工作需要把磁带存放到一间很远的仓库中；而麦当劳的面积则就大得多，并且采光和空气环境良好、电力充足，停车也很方便。但事后证明，电线线路需要进行一些改进。2008年7月，团队搬进了麦当劳(596号楼)，现在被称作"麦克月球"(McMoon)。 
温戈和柯文很快找到了专长之人，具有丰富的包括 FR-900 系列在内的模拟磁带机使用经验的退伍老兵肯津(Ken Zin)。凑巧的是，津的兄弟曾在美国宇航局艾姆斯研究中心工作过，正是这一巧合才使温戈和柯文得以与津初次接洽。在美国宇航局总部肯·大卫(Ken Davidian)的协助下，该项目最终在2008年被列入一个试点项目，以表明可修复磁带机并能还原原始磁带中的图像。小组的第一个任务是妥善地拆卸和清洗磁带机，同时，肯津开始测试磁带驱动器系统并罗列出需要更换和整修的零部件清单，然后在易趣网、在线电子零件商店和其他地方购买磁带机零件。

## 营销和招募志愿者
在接下来的时间里，丹尼斯·温戈和凯思·柯文忙于应对各种管理杂务：订购零件、管理资金、寻找堆放场地、考虑装修公司和招募志愿者等等。温戈开始定期发送电子邮件，后来改为博客(moonviews.com)，并将图片上传到该项目在脸谱网站的网页上。团队从附近的圣荷西州立大学招募实习生，还向安派克斯公司退休员工和博客粉丝中能提供帮助的人请求支持。麦克月球大厅几乎每天都有新访客，如美国地质调查局数字化月球轨道器胶卷项目的丽莎·加迪斯博士(Lisa Gaddis)、曾在备忘录中建议将月球轨道器数据存储在磁带上的查理·伯恩(Charlie Byrne)等。《洛杉矶时报》、《计算机世界》、《国家地理》杂志,、美联社、美国图书馆以及当地媒体和众多博客都竞相报导过该项目。每一则新闻故事中都包含了这样的信息：图像是历史的一个重要组成部分，但更重要的是，它们包含了时间、地点和品质都无法替代的科学数据，这些图片有助于当前对月球以及地球气候的研究。项目团队所作的努力成果甚至为当代恢复同类磁带机所贮藏的数据也起到了有益的借鉴作用。

## 媒介和目标数据

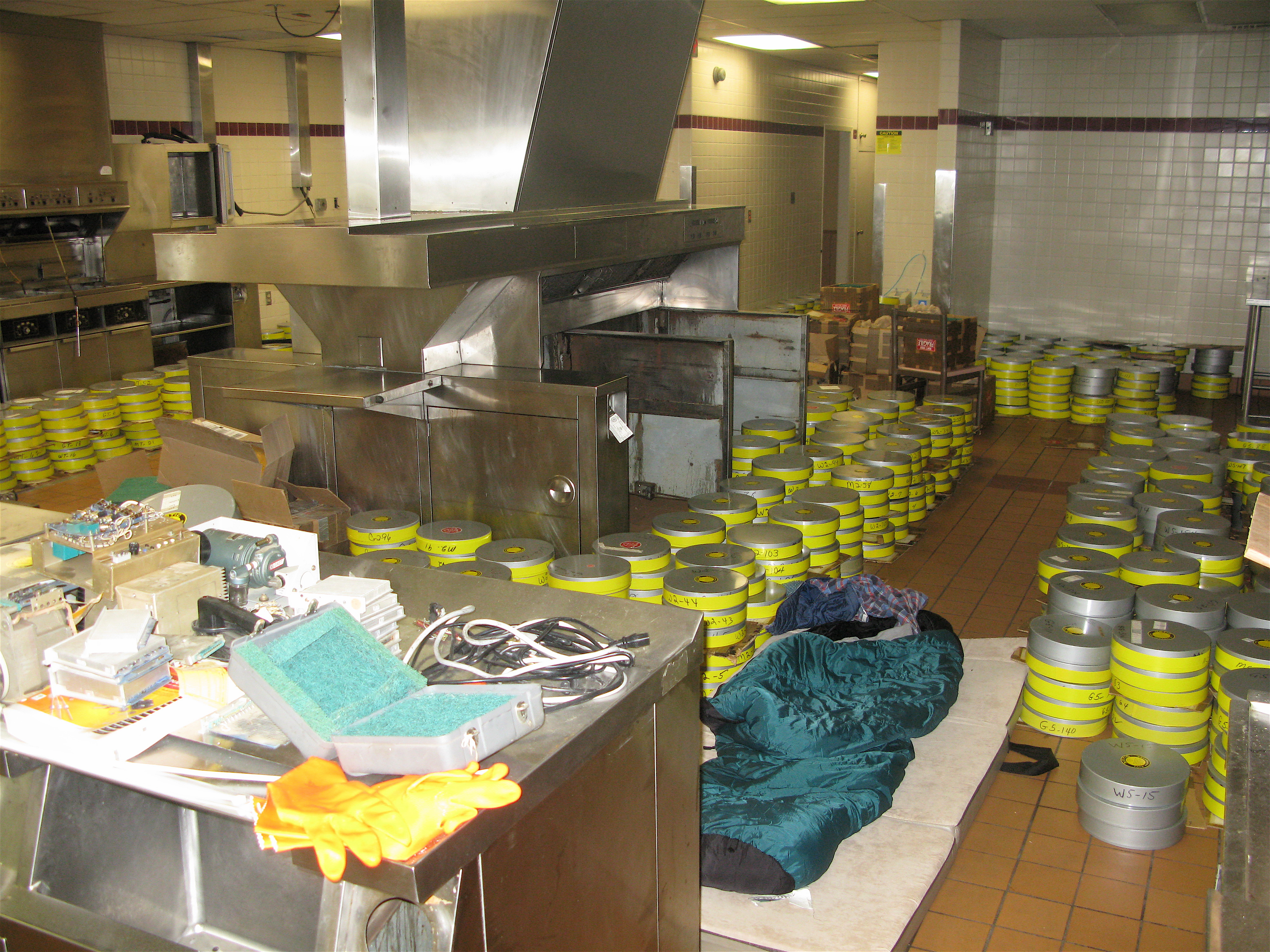
麦克月球大厅内堆放的70毫米磁带盘

搬进麦克月球大厅后不久，一群招募来的美国宇航局天体生物学学院的学生从箱子中取出所有的磁带，并整齐摆放。每盘磁带在磁带机上大约运行1小时，可获取一帧高分辨率图像和一帧中等分辨率图像。在1970年代初存档时，每盘磁带都贴上标签，并用透明塑料袋包好，然后装入金属盒中，再用黄色塑料胶带封口，此外在磁带盒的外面还帖有另外的标签。每盘磁带上通常都标帖有由两个字母和两个数字组成的代码，如：MT_19、WT_45及GT_46。一名天体生物学学院的学生意识到，盒子上的第一个字母代表记录磁带数据的地面站：“M”指示磁带是西班牙马德里深空通信综合体所记录；“W”表示磁带是在澳大利亚伍默拉所录制；而“G”则表明磁带记录于加利福尼亚戈德斯通天文台。当团队在一些磁带的开头听到当地地面站操作人员诵述有关磁带和记录的录音时，证实了这一猜测。在标有“M”的磁带上，操作人员有明显的西班牙口音；标有“W”的磁带上，操作员则带澳大利亚腔；而在带有“G”字母的磁带上，操作员完全用美式口语说话。有时音频信息还记录了二处地面站人员之间的交谈录音。每盘磁带的起始音频都包含了录制时的本地和世界时时间。
磁带中还有许多令人困惑的其他问题，每盘磁带都应该保存有二帧完整的图像，但有些只包含了数分钟的音频信号，有些则重复保存了某一图像的同一小段，类似的情况一再反复出现。在早期阶段，研究小组只想挽救那些最有价值和影响力的图像，但他们发现要在这些杂乱的磁带阵中找出图像是相当耗时费力的。

## 硬件和资金

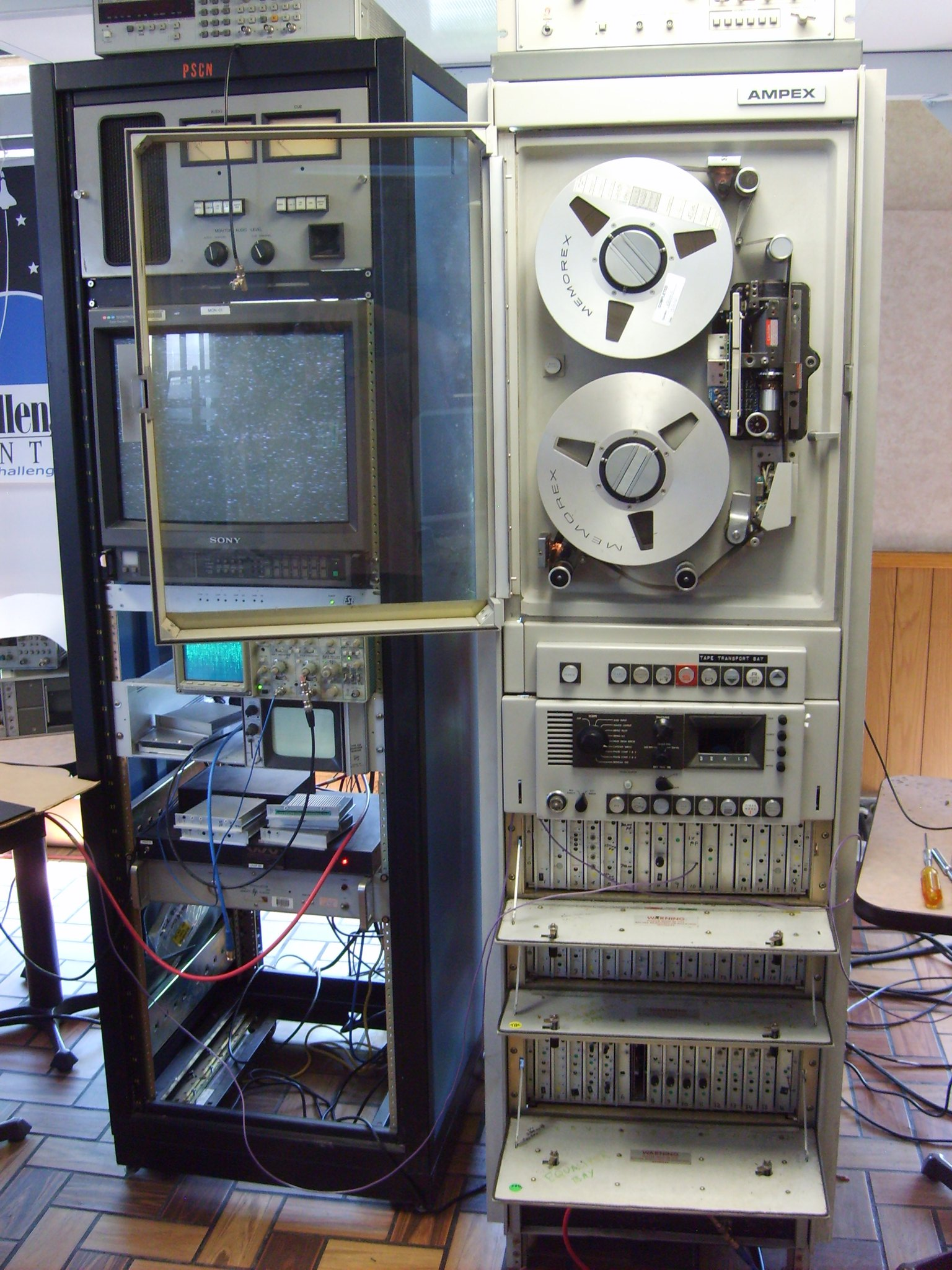
FR-900 磁带机

在一台正常工作的磁带驱动系统中，驱动器磁头会在磁带上施加一个非常特定的磁场，然后捕捉磁带感应电流的变化。来自月球轨道器磁带上的数据在经过解制解调器解调后，还需通过模-数转换器转换，才能输入到计算机中进行数字处理。每帧图像在磁带上被分割成条状保存，所以计算机要把这些条带合成到一起，形成一幅完整的图像。在启动该项目前，研究小组对这些风险进行了评估，确定有两个问题：一是磁带可能损坏而无法读取；第二是磁带机不能正常读取磁带数据。该项目跨过的最重要一关是做到了花最少的钱尽速完成了对这些风险的测试。
2008年7月项目一经开始，结果很快就出来了。仅两三星期，第一台磁带机就已启动，尽管还有许多部件明显尚待更换。另一周的清洁和测试显示，这四台驱动器和现有的备件中，起码能保证一台磁带机正常运行，并且至少有一个磁带机的磁头能正常工作。磁头是与磁带接触，读取和写入数据的机械装置，因此，它至关重要。而安派克斯 FR-900 磁带机在1974年后就已停产，因此无法替换，只能花巨资请一家小公司翻新。
经过一个月的零件更换维修、测试和调整，该项目取得了第一个可靠的结果，磁带仍然完好无损。每盘磁带都以一小段标准格式的操作人员录音开头，磁带机能够读取音频信号，(听到一段录音 （页面存档备份，存于）)不需用到读取磁带中月球轨道器数据时所必需的视频磁头，这表明磁带没有损坏，并且磁带机的许多子系统仍处于良好的工作状态。
由于磁带驱动器附带的说明书等资料基本不完整，团队无法掌握正确修复、维护和使用磁带机的方法，而大范围寻找这些资料的结果又常常令人失望，因为经常会发现退休或年长的工程师刚刚清理了他们的车库。丹尼斯·温戈在他的博客中写道:"我不能告诉你我们听到过多少次这样的话：半年前我才刚将这些说明书扔掉"。就在那时，团队从一位朋友的朋友那里听到，安派克斯一名已退休的工程主管保存有存储在穿孔卡片(嵌入式计算机穿孔卡片中的微缩胶片)中的设备维护资料库。这一资料将使团队能够掌握磁带机修复及机械校准的正确程序。
在数据恢复上，磁带解调又成为了最大的问题。团队不确定系统附带的解调板是否正确，是否需要不同的解调板，或者是否既需要原带的，又需要另外的解调板。同时，他们发现有一盘磁带，它开头录音中发出的声音似乎它包含了一幅图像的解调记录，这又是一次幸运的突破，因为它意味着不需要使用解调器来生成磁带中的图像。如果团队能挽救这帧图像，则该项目将能证明"驱动器已被翻新到能可靠地播放磁带了"。研究工作继续进行，团队创造了“技术考古”一词来描述探究磁带中所包含图像的处理过程。

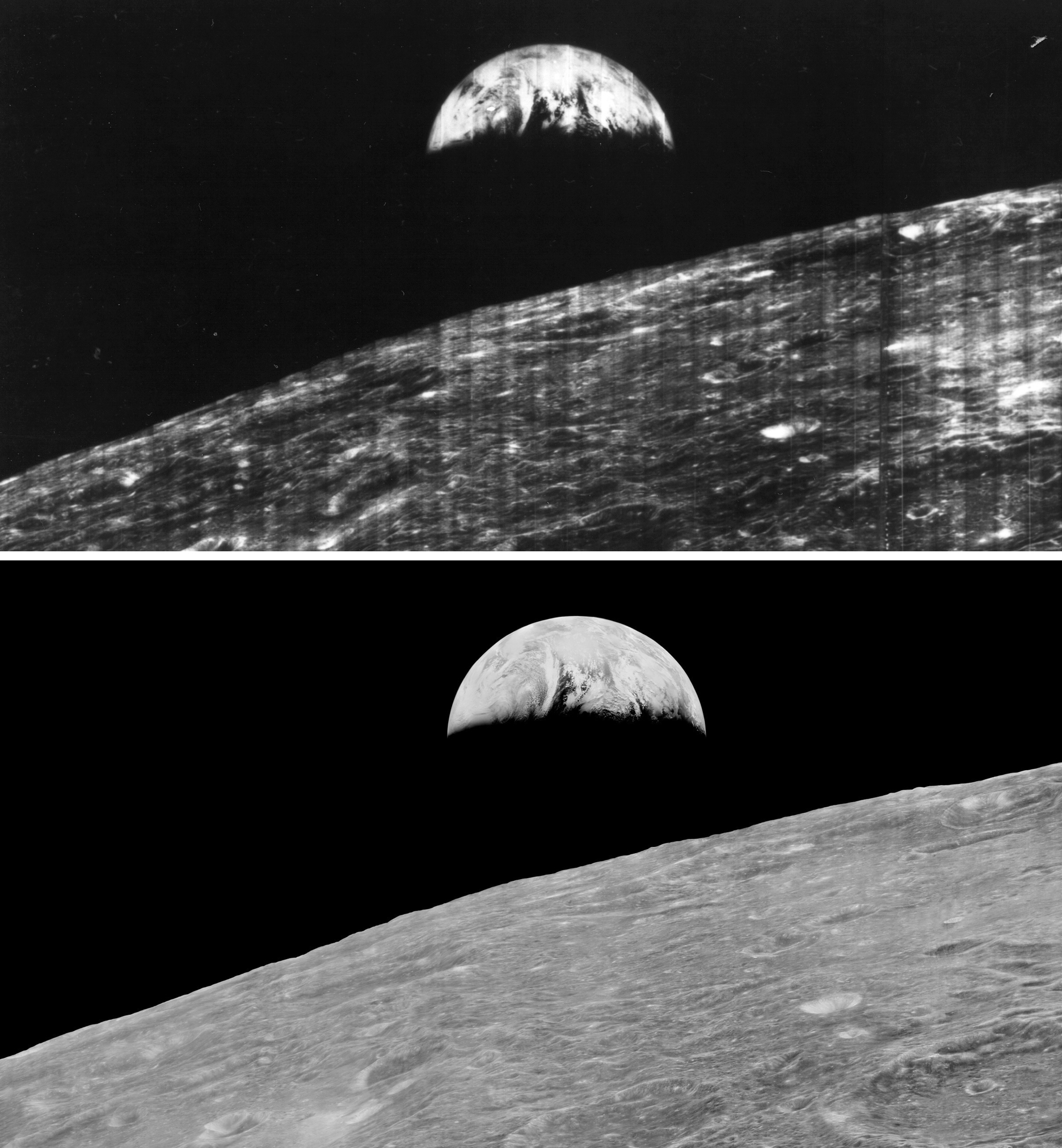
原始版与还原版照片的直接比较

博客上的帖子还在继续，但并没有什么实质性内容，直到美国宇航局突然宣布召开记者会。2008年11月13日，美国国家航空航天局举办了一次新闻发布会，公开了第一张被修复的照片：一帧拍摄于1966年8月23日的引人注目的图像—首次从月球看到的地球景象，这是一个重大的里程碑，表明磁带和磁带机都完好无损。初步分析显示，该图像具有"[原始]胶片图像的四倍动态范围，最高分辨率可达两倍"。迄今为止，美国宇航局探索系统任务理事会(ESMD)给团队的赞助只有很少的10万美元补助，但有了这些结果，更多的资金-另外的15万美元将会陆续补贴到位，以完成对磁带机的主要修复以及购置其他磁带所需的解调硬件。位于艾姆斯的美国宇航局月球科学研究所副主管格雷戈瑞·施密特(Gregory Schmidt)曾说道：“现在我们已经展示了检索图像的能力，我们的目标是完成磁带机的整修，取回剩余磁带中的所有图像”。
不到1个月，下一轮资金就已到位，设备修复工作正式开始，磁头、转盘和转子马达正由两家不同的公司进行修复；有关新的解调器资料也已找到，小组已着手自制一块调制板，并定制了新的轮带以取代旧皮带；而处理数字图像的软件也正在编写中。在这些中最大的支出是磁头，每件翻新需花费8000美元。
2009年3月21日，该小组宣布，他们利用一个全新的解调系统，从一盘磁带中挽救出了一帧未解调的图像—月球轨道器2号探测器于1966年11月24日拍摄的哥白尼环形山，美国宇航局科学家马丁·斯维尼克(Martin Swetnick)援引1966年《时代杂志》一篇文章中的话称，它是“本世纪最伟大的照片之一”。
截至4月份，该小组已经数字化了30幅图像。几个月后，《计算机世界》中的一篇文章显示，该项目得到了一个新的60万美元的资助，并有望在2010年2月完成所有图像的数字化工作。这些新的资金大部分来自美国宇航局，但约有10%来自其他捐赠者。这些资金使该团队在2009年11月修复了第二台磁带机，使其完全恢复了正常运行，这使得图像恢复进度被大大加速。

## 未来的保存
图像在处理和恢复后，数据被发送到行星数据系统(PDS)-用于美国宇航局任务和地面支持数据的数字存储库。行星数据系统由南希·埃文斯共同创建，作为保存和提供行星数据库的一种途径。截止2017年4月，所有图像都已提交到了行星数据系统，同行评审也将于2017年5月开始，并计划于2017年年中向外开放。
安派克斯 FR-900 磁头已由科罗拉多斯普林斯市电磁视频公司(Videomagnetics)翻新，该公司是目前世界上唯一一家仍能整修安派克斯和 RCA Quadruplex 视频磁头的公司。

## 另请参阅
- 阿波罗11号任务磁带

## 备注
1. ↑  . The New York Times. November 19, 2008  [November 20, 2008]. （原始内容存档于2008-11-20）. When the photograph was published, in 1966, it looked like a newsprint version of a high-contrast snapshot from space, a stark scattering of whites and blacks. The data from the lunar orbiter was stored on old analog tape drives. Now, imaging experts at NASA have digitized those drives — mining data that could not be recovered when they were first made — and produced a high-resolution version of that historic photograph.
2. 1 2  Wingo, Dennis. . MoonViews. February 20, 2014  [September 23, 2014]. （原始内容存档于2018-12-05）.
3. ↑  Wingo, Dennis. . MoonViews. February 24, 2014  [September 23, 2014]. （原始内容存档于2018-12-05）.
4. 1 2 3 4  Johnson, John, Jr. . Los Angeles Times. March 22, 2009  [2017-09-25]. （原始内容存档于2010-02-06）.
5. ↑  Weiss, Jeremy C. . Weissblog. November 22, 2008. （原始内容存档于2008年12月6日）.
6. ↑  Leo, Tom. . The Post-Standard. December 30, 2008. （原始内容存档于November 5, 2012）.
7. ↑  Horzempa, Philip.  (PDF). News & Notes (NASA History Division). 2009, 26 (2): 47–49  [2017-09-25]. （原始内容存档 (PDF)于2017-12-25）.
8. ↑  Weller, L.; Becker, T.; Archinal, B.; Bennett, A.; Cook, D.; Gaddis, L.; Galuszka, D.; Kirk, R.; Redding, B.; Soltesz, D. . 38th Lunar and Planetary Science Conference. March 12–16, 2007. League City, Texas.: 2092. March 2007. Bibcode:2007LPI....38.2092W. LPI Contribution No. 1338.
9. ↑  Hautaluoma, Grey; Edwards, Ashley; Neal-Jones, Nancy. . NASA.gov. June 23, 2009  [April 25, 2014]. （原始内容存档于2013-11-22）.
10. ↑  Soderman, T.; Wingo, D. . NASA.gov.   [September 18, 2009]. （原始内容存档于2009-09-23）.
11. ↑  Cowing, Keith. . MoonViews. November 13, 2008  [2017-09-25]. （原始内容存档于2018-04-01）.
12. 1 2 3  Wood, Lamont. . ComputerWorld. June 29, 2009  [March 14, 2013]. （原始内容存档于2012-10-07）.
13. ↑  . National Geographic. Associated Press. May 5, 2009  [2017-09-25]. （原始内容存档于2010-02-13）.
14. ↑  Daley, Haven. . YouTube.com. Associated Press. April 20, 2009  [2017-09-25]. （原始内容存档于2014-02-15）.
15. ↑  Landgraf, Greg. . American Libraries Online. September 16, 2009  [2017-09-25]. （原始内容存档于2014-05-12）.
16. 1 2  . KTVU. April 10, 2009. （原始内容存档于2014年5月12日）.
17. ↑  Leibson, Steve. . EDN Network. November 14, 2008  [2017-09-25]. （原始内容存档于2014-05-12）.
18. ↑  . Old Dirt – New Thoughts. April 16, 2009  [March 14, 2013]. （原始内容存档于2012-11-13）.
19. ↑  Rusbridge, Chris. . Digital Curation Blog. Digital Curation Centre. April 15, 2009  [2017-09-25]. （原始内容存档于2009-12-13）.
20. ↑  David, Leonard. . Space.com. March 31, 2009  [2017-09-25]. （原始内容存档于2014-05-12）.
21. 1 2  Bourzac, Katherine. . Technology Review. Photo Essay. September–October 2009, 112 (5): 34–41  [2017-09-25]. （原始内容存档于2016-03-04）.
22. ↑  Cowing, Keith. . MoonViews. July 16, 2008  [2017-09-25]. （原始内容存档于2018-12-05）.
23. ↑  Cowing, Keith. . MoonViews. July 23, 2008  [2017-09-25]. （原始内容存档于2017-03-26）.
24. 1 2  . AVArchivering.nl. Kennisbank Audiovisuele Archivering.   [September 11, 2013]. （原始内容存档于2013年10月4日）.
25. 1 2  Cowing, Keith. . Moon Views. June 8, 2013  [September 11, 2013]. （原始内容存档于2018-12-05）.
26. 1 2  Cowing, Keith. . MoonViews. September 3, 2008  [2017-09-25]. （原始内容存档于2018-12-05）.
27. ↑  Cowing, Keith. . MoonViews. August 4, 2008  [2017-09-25]. （原始内容存档于2018-12-05）.
28. ↑  Cowing, Keith. . MoonViews. August 19, 2008  [2017-09-25]. （原始内容存档于2018-12-05）.
29. ↑  Wingo, Dennis R.; Cowing, Keith L. . 40th Lunar and Planetary Science Conference. March 23–27, 2009. The Woodlands, Texas. March 2009. Bibcode:2009LPI....40.2517W. No. 2517.
30. ↑  Newton, Kimberly; Hautaluoma, Grey. . NASA.gov. November 13, 2008  [2017-09-25]. （原始内容存档于2010-01-14）.
31. ↑  Cowing, Keith. . MoonViews. January 20, 2009  [2017-09-25]. （原始内容存档于2018-04-02）.
32. ↑  . 時代雜誌. December 9, 1966  [2017-09-25]. （原始内容存档于2014-04-14）.
33. ↑  Cowing, Keith. . MoonViews. November 12, 2009  [2017-09-25]. （原始内容存档于2018-12-05）.
34. ↑  . CollectSpace.com. November 14, 2008  [February 5, 2010]. （原始内容存档于2021-03-09）.

## 延伸阅读
出版物
- 拜恩, C. J.  (PDF). 贝尔通公司. 1965年7月6日. TM-65-1012-6; N79-72860. （原始内容 (PDF)存档于2014年5月11日）.
- 温戈, D. R.; 拜恩, C. J. . 第四十二届月球与行星科学会议. 2011年3月7日-11日.德克萨斯伍德兰德.: 2085. 2011年3月. Bibcode:2011LPI....42.2085W. LPI Contribution No. 1608.
- 温戈, D. R.; 柯文, K. L.; 埃普斯, A.  (PDF). MoonViews. 2012年7月17日.

新闻
- 比伦德, 道格. . 《连线》杂志. 2014年4月23日  [2017年9月25日]. （原始内容存档于2021年1月30日）.
- 博伦斯坦, 赛斯. . 《今日美国》. 美联社. 2008年11月13日  [2017-09-25]. （原始内容存档于2016-03-04）.
- 迪亚斯, 杰西. . 《吉兹莫多博客》. 2008年11月16日  [2017年9月25日]. （原始内容存档于2018年12月5日）.
- 利别克, 霍利. . NASA.gov. 2008年11月15日  [2017年9月25日]. （原始内容存档于2017年1月17日）.
- 泰尔迪曼, 丹尼尔. . 《CNET》. 2008年11月13日  [2017年9月25日]. （原始内容存档于2020年6月13日）.